# José Antonio Guerra
José Antonio Guerra Oliva (Santiago di Cuba, 9 agosto 1979) è un tuffatore cubano.

## Carriera
A Sydney 2000, alla sua prima Olimpiade, ha ottenuto il quattordicesimo posto dalla piattaforma 10 metri.
Alle Olimpiadi di Atene 2004 si è classificato venticinquesimo nella prova dalla piattaforma 10 metri dopo l'eliminazione nel turno di qualificazione.
Ai Campionati mondiali di nuoto di Montreal del 2005 ha vinto la medaglia d'argento chiudendo a soli 6,90 punti dal cinese Hu Jia.
Ai Giochi Panamericani di Rio de Janeiro del 2007 ha vinto la medaglia d'oro nel concorso dalla Piattaforma 10 metri e quella d'argento nella prova sincronizzata chiudendo, con il compagno di squadra Erick Fornaris Álvarez, alle spalle degli statunitensi David Boudia e Thomas Finchum.
Alle Olimpiadi di Pechino 2008, si è qualificato per la finale dalla piattaforma 10 metri e ha chiuso al quinto posto a con 507,15 punti. Nei sincronizzati, piattaforma 10 metri, sempre in coppia con Erik Fornaris, è arrivato settimo.
L'anno successivo ai campionati mondiali di nuoto di Roma 2009 ha vinto, in coppia con il compagno di nazionale Jeinkler Aguirre, la medaglia di bronzo nella piattaforma 10m sincro, concludendo la gara alle spalle della coppia cinese, formata da Huo Liang e Lin Yue e di quella statunitense, formata da David Boudia e Thomas Finchum. Nel concorso dalla piattaforma 10 metri individuale si è piazzato al sedicesimo posto.
Ai Giochi panamericani di Guadalajara 2011 ha vinto la medaglia d'argento, sempre in coppia con Jeinkler Aguirre nella piattaforma 10m sincro.

## Palmarès
- Mondiali di nuoto

Montreal 2005: argento nella piattaforma 10 m.
Roma 2009: bronzo nel sincro 10 m.
- Coppa del Mondo di tuffi

Siviglia 2002: argento nella piattaforma 10 m sincro, bronzo nella piattaforma 10 m individuale
- Giochi panamericani

Winnipeg 1999: argento nella piattaforma 10 m.
Rio de Janeiro 2007: oro nella piattaforma 10 m e nel sincro 10 m.
Guadalajara 2011: argento nel sincro 10 m.